# Étienne Rebaudengo
 (mars 2011).
Si vous disposez d'ouvrages ou d'articles de référence ou si vous connaissez des sites web de qualité traitant du thème abordé ici, merci de compléter l'article en donnant les références utiles à sa vérifiabilité et en les liant à la section « Notes et références ».
Étienne Rebaudengo est un écrivain et dramaturge monégasque, d'expression française, né le 9 octobre 1924 en Principauté de Monaco et mort le 20 août 2004 à Tardais (Eure-et-Loir).

## Biographie
La famille Rebaudengo, originaire de Mondovi dans le Piémont (Italie), est établie à Monaco depuis le XIXe siècle. Trois générations de maçons et d'entrepreneurs en bâtiments précèdent la naissance d’Étienne Rebaudengo le 9 octobre 1924. À l'âge de dix-huit mois, à la suite du divorce de ses parents, il est confié à la garde de sa grand-mère paternelle. Il ne connaîtra jamais sa mère, qui meurt peu de temps après. 
En 1934, il est envoyé en pension au collège Saint-Charles à Bordighera,(Ligurie,Italie). Son statut d'orphelin le fait se sentir différent de ses camarades et accroît sa sensibilité et son imagination. À onze ans il compose sa première tragédie : quelques pages maladroites en alexandrins qui lui laissent entrevoir la magie de l'écriture. En 1939, la déclaration de guerre le contraint à abandonner sa scolarité et à intégrer l'Institut Agronomique de Valabre (Bouches-du-Rhône) duquel il sort muni du seul diplôme qu'il ait jamais obtenu. Il rejoint alors l'entreprise familiale, mais en 1948, taraudé par le désir irrépressible d'écrire, il abandonne tout pour s'installer à Paris.
S'ensuivent sept ans d'études en solitaire, tout en commençant un premier ouvrage : Syrna. Il suit en auditeur libre les cours d'esthétique d'Étienne Souriau à la Sorbonne, participe aux tournées théâtrales de Bernard Bimont, et effectue des travaux de secrétariat littéraire pour Georges Le Roy et surtout pour Paul Géraldy.
En 1955, amené à fonder une famille, il entre à Europe 1, toute récente station de radio, où il travaille aux côtés de Michel Tournier à la régie publicitaire.

## Œuvres

### Pièces jouées
- 1973 :  Sept fois la foudre, Théâtre de la Gaité-Montparnasse

- 1976 :  La mouche qui tousse, Théâtre La Bruyère

- 1977 :  Le cours Peyol, Théâtre de l'Œuvre

- 1981 :  L'Architecte, Théâtre du Maillon. Strasbourg

- 1985 :  Chant pour une Planète, Comédie de Paris

- 1993 :  Cendre et Magnificence , Théâtre Trévise

- 1999 :  Mha ou le Reniement , Théâtre de Ménilmontant

- 1999 :  Le Couronnement, Théâtre de Plovdiv Bulgarie et de Weimar Allemagne. Capitale européenne de la culture 99

### Pièces radiodiffusées
- 1974 :Sept fois la foudre, France Culture

- 1987 : Orphée, France Culture, réalisation Claude Roland-Manuel

- 1988 :Mha ou le Reniement , France Culture, réalisation Claude Roland-Manuel

### Publications
- 1980 : Orphée, Éditions Stock

- 1982 :  Mha ou le Reniement, Éditions Stock, Éditions Fixot 1996

- 1983 :  La Mémoire, Éditions Olivier Orban, Éditions Fixot (collection Rideau Rouge)1992

- 1985 :  Chant pour une Planète, Éditions Olivier Orban

- 1988 :  Sphères, Éditions Fixot (collection Rideau Rouge)

- 1989 :  Les Dieux, Éditions Fixot (collection Rideau Rouge)

- 1990 :  Cendre et Magnificence, Éditions Fixot (collection Rideau Rouge)

- 1990 :  Phytandros suivi de Lythandros, Éditions Fixot (collection Rideau Rouge)

- 1991 :  Exodramme, Éditions Fixot (collection Rideau Rouge)

- 1993 :  Les Oriflammes, Éditions Fixot (collection Rideau Rouge)

- 1994 : Molly, Éditions Fixot (collection Rideau Rouge)

- 1995 :  Pôles, Éditions Fixot (collection Rideau Rouge)

- 1996 :  Le Couronnement, Éditions Fixot (collection Rideau Rouge)

- 1996 :  Orphée suivi de Iris, Éditions Fixot (collection Rideau Rouge)

- 1998 :  La Nef d'ivoire, Éditions Fixot (collection Rideau Rouge)

- 1999 :  L'Empreinte, Éditions Fixot (collection Rideau Rouge)

- 1999 :  Julius, Éditions Fixot (collection Rideau Rouge)